# Perșe Travnea, Bilopillea
Perșe Travnea (în ucraineană Перше Травня) este un sat în comuna Markivka din raionul Bilopillea, regiunea Sumî, Ucraina.

## Demografie
Componența lingvistică a localității Perșe Travnea
     Ucraineană (100%)
Conform recensământului din 2001, toată populația localității Perșe Travnea era vorbitoare de ucraineană (100%).